# コモロ

コモロ連合
Udzima wa Komori（コモロ語）
Union des Comores（フランス語）
الاتحاد القمر（アラビア語）

国の標語：Unité - Justice - Progrès
（フランス語: 統一、正義、進歩）
国歌：Udzima wa ya Masiwa（コモロ語）
偉大な島の連合

1. 

コモロ連合（コモロれんごう、フランス語: Union des Comores）、通称コモロは、インド洋のコモロ諸島のグランドコモロ島（ンジャジジャ島）、アンジュアン島（ヌズワニ島）、モヘリ島（ムワリ島）で構成される連邦共和制国家。コモロ政府はフランス領マヨット島（マオレ島）の領有権も主張している。海を隔てて西にはモザンビークがあり、東南にはマダガスカルがある。首都であるモロニはグランドコモロ島に位置している。
1975年7月6日、フランスから独立したものの頻繁にクーデターが発生し、1990年代には2島が独立宣言を行い国家解体の危機に陥った。その影響から経済が低迷し後発開発途上国および小島嶼開発途上国に指定されている。現在も近海ではたびたびシーラカンスが捕獲される。

## 国名
公用語による正式名称および略称は以下の通り。
正式名称
- コモロ語: Udzima wa Komori
- フランス語: Union des Comores
- アラビア語: الإتِّحَادُ القُمُرِي (al-Ittiḥād al-Qumurī)

略称
- コモロ語: Komori（コモリ）
- フランス語: Comores（コモール）
- アラビア語: جزر القمر（Juzur al-Qumur、ジュズル・アル＝クムル、「月の諸島」の意味）

日本語の表記はコモロ連合。通称コモロ。公式の英語表記は Union of the Comoros。通称 Comoros（コモロズ）。
国名は、アラビア語で月を意味する「カマル（قمر）」に由来する。
1975年から1978年までは、コモロ共和国（フランス語: République des Comores）、1978年から2001年までは、コモロ・イスラム連邦共和国（コモロ回教連邦共和国、フランス語: République fédérale islamique des Comores）という国名だった。

## 歴史

### 独立前
コモロに初めてやってきた人々については諸説あるが、おそらくマレー人またはバントゥー系民族と考えられている。6世紀ごろにはマレー系の居住が確認されており、バナナやココヤシ、カヌーなど多くの文化をコモロにもたらした。その後、10世紀ごろからはアラブ人が移住しイスラム化が進むとともに、ザンジバル島やケニア海岸と同じスワヒリ文化が栄えた。1500年にはポルトガル人がこの島に上陸したもののすぐに姿を消した。
17世紀に入ると複数のイスラム系の小国家が興ったが、18世紀後半にはマダガスカルの海賊の襲撃を度々受けた。1841年にはフランスがマホレ島を占領し、その後フランスは近隣諸島に影響を強めていき、1886年にはフランスが全コモロ諸島を保護領化した。
1952年には議会が置かれ、徐々に権限を拡大していった。1958年にはそれまでマヨット島のザウジに置かれていた首都をグランドコモロ島のモロニに移転することが議決され、1960年には遷都が開始されたが、この過程で遷都に反対するマヨット島はほかの三島に対する反発を強め、対立が激化していった。1960年代後半からはコモロでも自治拡大および独立運動が盛んになってきたが、マヨットでは他島に対する反発からフランス帰属が支持を得るようになっていった。1974年には独立に対する国民投票が実施され、3島では独立賛成派が多数を占めたものの、マヨットではフランス領残留派が勝利した。この結果を受け、フランスはコモロの独立を了承したものの、各島でコモロ新憲法に対する投票を行うよう決定した。

### 独立と傭兵の跳梁
しかし3島側はこの決議を受け入れず、1975年7月6日には「コモロ国」としてフランスから一方的に独立を宣言し、アーメド・アブダラが大統領に就任した。コモロ政府側はマヨット島も新国家に含まれるものとして宣言を行ったものの、マヨット側はこれを受けて直ちにフランス残留を宣言し、この時点で分裂は決定的なものとなった。国際連合はコモロ側の主張を支持しフランスを非難したものの、翌1976年にはマヨットは住民投票を行い、改めてフランス残留を決定した。
一方、独立したコモロ政府はすぐに政治的動乱に見舞われた。独立して1ヶ月もたたない1975年8月3日に、社会主義者のアリ・ソイリがクーデターを起こし、アブダラ政権を倒した。アブダラは地盤のアンジュアン島に逃れたものの、ソイリは白人傭兵ボブ・ディナールらを雇い入れてアブダラを追放し、3島を完全に掌握した。ソイリ政権は急進的な改革路線を取り、旧弊の廃止や公務員の追放、政府の簡素化を行い、政治警察を組織して厳しい取り締まりを行った。この路線はすぐに破綻し、政治経済の停滞により社会的緊張は極度に高まった。
1978年、国外にいたアーメド・アブダラがボブ・ディナールを雇い入れ、クーデターでソイリ政権を崩壊させた。ソイリは殺害され、大統領に復帰したアブダラは新憲法を採択し、「コモロ・イスラム連邦共和国」に国号を変更した。アブダラ政権は一党独裁制を敷いて反対派を抑圧し、また経済も一層悪化したためクーデターが幾度も試みられたが、すべてディナールと傭兵たちによる大統領警護隊によって退けられた。しかしディナールらの専横は激しくなる一方で、アブダラは傭兵たちの排除を試みるようになった。この結果、1989年には大統領警護隊がアブダラ大統領を襲撃し、暗殺してしまった。
この傭兵たちのクーデターに対しフランスは軍事的な圧力をかけ、ディナールと傭兵らは国外へと出国し、翌1990年には大統領選挙が行われて最高裁判所長官のモハメド・ジョハルが大統領に就任した。ジョハル政権は1992年に新憲法を採択して複数政党制を導入したが、権力基盤は不安定でクーデター未遂がここでも数度発生し、政情不安は収まらなかった。この情勢を受け、追放されていたディナールが1995年に傭兵隊を率いて再び侵攻し、ジョハルを拘束して権力を握ったものの、即座にフランスが軍事介入を行って傭兵隊を降伏させた。ジョハルは大統領に復帰したものの、同月レユニオンに療養に出かけた際に首相がクーデターを起こして暫定政権を樹立し、結局は追放された。

### 分離運動と連合政府の成立
暫定政権はすぐに大統領選挙の実施に取りかかり、1996年にはモハメド・タキが選挙で勝利して大統領に就任した。しかしタキもまた経済問題を解決することができず、また出身であるグランドコモロ島優遇政策をとったため、1997年にはついにアンジュアン島及びモヘリ島が独立を宣言すると同時に、フランスに再植民地化を嘆願する状況となった。これに対しタキはアンジュアン島に鎮圧軍を差し向けたものの敗北し、また全閣僚を解任して独裁を進めたが、1998年に急死した。タジディンが大統領代理に就任したものの、翌1999年にはクーデターが勃発し、アザリ・アスマニ大佐が政権を掌握した。
2001年にはフォンボニ協定（コモロ和解に関するOAU枠組合意）の署名がおこなわれて新憲法が採択され、「コモロ連合」に国号が変更された。このとき、連合大統領は3島から輪番制で任命されることとなった。2002年の大統領選挙ではグランドコモロ島からアザリ大佐が当選し、2006年の大統領選挙ではアンジュアン島のアフメド・アブドラ・モハメド・サンビが当選した。しかしアンジュアン島政府はコモロ当局に反発し、独自に自島の大統領選挙を実施したため中央政府との関係が悪化し、2008年にはアンジュアン島にアフリカ連合の部隊が武力介入して同島の支配権をコモロ政府に奪還した。これを受け、2009年には各島の自治権の縮小と連合政府の権限強化、サンビ大統領の任期1年延長を柱とする憲法改正が国民投票で承認された。2011年にはモヘリ島からイキリル・ドイニン大統領が選出され、2016年にはグランドコモロ島からアザリ・アスマニ大統領が就任。2018年には大統領再任許可を柱とする憲法改正が国民投票で承認され、2019年にはアザリ大統領が再選された。

## 政治
コモロは共和制、大統領制、連邦制をとる立憲国家である。現行憲法は2001年12月23日に制定（2009年、2018年に一部改正）されたもの。
現行憲法の制定当初は連合を構成するグランドコモロ島、アンジュアン島、モヘリ島の3島には独自の自治政府と大統領がおり、ほぼ完全な内政自治権を与えられる一方で、連合政府は外交、国防、通貨政策など、連合全体にわたる事柄のみを処理する合議機関であり、相対的に権限は弱いという国家連合に近い政体であった。しかし、2009年5月に実施された国民投票で憲法が改正され、各島自治政府の大統領は知事へと降格、更に連合政府の権限が強化され、連邦制に移行した。
連合政府の大統領は国家元首であり、3島から輪番制で選出される。任期は5年。内閣に相当する閣僚評議会のメンバーは大統領により任命される。かつては首相職も存在したが、2002年4月15日に廃止された。
立法府は一院制で、正式名称はコモロ連合議会（AUC）。定数は33議席で、うち9名は各島の地方議会が3名ずつ選出する。AUC議員の任期は5年である。
コモロは複数政党制が名実共に機能している。2020年の総選挙では、連合政府の権限強化による中央集権を目指すコモロ再生会議（CRC）が躍進し、コモロ連合議会の過半数を制した。その他にはイスラーム主義の正義国民戦線（FNJ）なども存在する。
司法府の最高機関は5名の裁判官から成る最高裁判所。最高裁判所裁判官は連合政府の大統領が2名、AUCが2名を任命し、残る1名は各島の地方議会とコモロの歴代大統領による合議で選ばれる。
首都のモロニがあるグランドコモロ島の支配に反発し、1997年からアンジュアン島とモヘリ島で分離独立の動きがあったが、連邦再編と各島の自治権拡大を謳った新憲法が採択され、コモロ連合への国名改称とともに、現在では両島ともコモロに留まる意向を示している。しかし連合政府の権限強化を謳った2009年の憲法改正の際には、再び各島の間で対立が発生した。
軍事については小規模な「コモロ警備軍」と警察を保有している。また、フランスと安全保障条約を締結しており、海上の防衛についてはフランスが行っており、小規模な部隊が駐屯している。長年フランス人傭兵のボブ・ディナールが護衛隊長という職務を濫用して実権を握り、度重なるクーデターの根源と化していたが、1995年にフランス側が拘束したことによりその勢力は排除された。

## 国際関係
コモロの東に浮かぶマヨット島はコモロ諸島に属し、コモロ3島と言語・宗教・文化・歴史その他を共有しており、政治的にもフランス領コモロの一部として同一の政治的区分を構成していた。しかし1958年にコモロ領の首都をマヨット島のザウジからグランドコモロ島のモロニに移転することが決議されて以降、マヨットとグランドコモロとの対立が表面化し、最終的には1974年の住民投票におけるマヨット島での独立反対派の勝利とそれを受けてのフランスの介入、そして1975年のコモロ3島独立とマヨット島のフランス帰属決定を招くこととなった。コモロは独立以降一貫してマヨットの自国帰属を主張し、それはコモロの国旗などでも示されているものの、実際には政情不安と経済混乱が続くコモロに対し、マヨットはフランス本国からの強力な援助の元でコモロよりはるかに良好な経済状況となっており、マヨット内でコモロ復帰を求める声はほとんど存在しない。フランスもマヨットの統治体制を徐々に強化しており、2011年には住民投票の結果を受けて正式にフランスの海外県に昇格したことで、両地域の政治的統合はさらに遠のくこととなった。
旧宗主国であるフランスとは、独立直後にマヨット島の帰属を巡って激しい対立があったものの、1978年に軍事・経済協力協定を結んで以降は同国の強い影響下にある。フランスはコモロの最大援助国であり、2015年にはコモロが受け取った政府開発援助の20.2%がフランスからの援助だった。

### 日本との関係
- 在留日本人数 - 3人（2020年10月現在）[22]
- 在日コモロ人数 - 3人（2020年6月現在）[22]

## 地方行政区分

コモロの地理

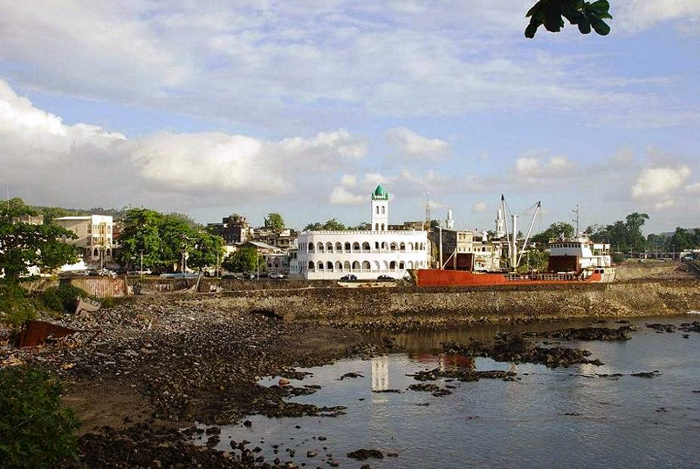
首都モロニの浜辺

コモロはアンジュアン島（ンズワニ島）、グランドコモロ島（ンジャジジャ島）、モヘリ島（ムワリ島）の3島により構成されており、それぞれの島に自治政府がある。コモロ政府はこの他にマヨット島も自国を構成する島の1つと主張しているが、実際にはマヨット島はフランスの海外県となっており、コモロの統治は及んでいない。2001年制定の連合憲法下では、連合を構成する3島には独自の自治政府と大統領が置かれ、それぞれが大幅な自治権を持っていた。しかし2009年の連合憲法改正に伴い、各島の自治権は縮小され、自治政府の大統領は知事へと改称された。
2011年の行政改革で各島に県（Préfecture）、コミューン（Commune）が整備された。

### 主要都市
最大の都市は首都で、グランドコモロ島の主都でもあるモロニである。これに次ぐ都市はアンジュアン島の主都であるムツァムドゥと、モヘリ島の主都であるフォンボニである。

## 地理
コモロは、コモロ諸島における4つの主な島のうち3つで構成されている。残りの1つはフランス領のマヨット島であるが、コモロ連合はこの島の領有権も主張している。諸島はインド洋西部にあり、アフリカとマダガスカル島の間にある。コモロ諸島はすべて火山島であり、なかでもグランドコモロ島の最高峰であるカルタラ山（Le Karthala。標高2,361m）は活火山である。カルタラ山は数十年に一度の噴火を繰り返しており、2005年にも噴煙を10km以上も噴き上げる大規模な噴火が起きた。
3島の地形と植生はそれぞれ明確に異なる。グランドコモロ島は最も広く標高が高いが、活発な火山活動のため火山灰でできた土壌の透水性が非常に高く、降水量が多いにもかかわらず河川が一切存在しない。このため土壌浸食は抑えられているものの、水源はわずかな地下水に頼らざるを得ない。アンジュアン島は起伏の激しい地形をしており、数多くの河川が存在するものの、高い人口圧によって高地の森林伐採と耕地化が進み、土壌浸食と水量減少が深刻な状態となっている。モヘリ島は標高が最も低くなだらかな地形をしており、高地は森林に覆われており多くの河川が存在する。
コモロは全域がサバナ気候（Aw)に属し、明確な雨季と乾季が存在する。5月から10月が乾季で冬に当たり、11月から4月が雨季で夏に当たる。降水量は地域により差があるものの基本的に非常に多く、年間降水量はモロニで約2800mmであり、カルタラ山の一部では8700mmにまで達する。気温は平均26℃で変動が小さい。日照時間は長いが湿度も高い。

## 経済
通貨はコモロ・フランである。一人あたり国民所得はわずか1600ドル（2023年）にすぎず、後発開発途上国の一つである。ほぼ農業しか産業がない状況にもかかわらず、人口密度は1km2あたり344人（2015年）と非常に高く、しかも人口増加率も非常に高いため、人口過剰が深刻な問題となっている。政府は輸出産物の多様化や観光振興に取り組むが、外国からの援助および在外コモロ人からの送金に頼る状況である。
農業はプランテン・バナナ、キャッサバ、豆類、パンノキ、タロイモなどを組み合わせた小規模の自給農業が主である。植民地時代はバンバオ植民地会社をはじめとするフランスの農園企業が島のかなりの土地を占有しプランテーションを経営していたが、独立前夜の1960年代以降こうした農園企業はほぼ撤退し、大農園も衰退の一途をたどった。3島とも土地は非常に肥沃であるが、グランドコモロ島の農業用水不足やアンジュアン島の土壌流出、さらには農法の未発達などの問題を抱え、非常に生産性が低く食糧自給ができないため、コメなどの主要食糧を輸入している。中でもコメの輸入は2013年には総輸入の10.2%を占め、石油に次いで第2位の輸入品目となっており、経済をさらに圧迫している。
主要輸出品は香料で、2013年にはクローブが総輸出の48.4%、バニラが20.2%、イランイランなどの精油が11.4%と、香料のみで輸出の80%を占めている。こうした香料生産植物は植民地時代の農園企業によって持ち込まれたが、企業の撤退以降投資や樹木の更新がなされず、生産量は減少傾向にある。島嶼国ではあるが漁業は未発達である。工業はほぼ農産物加工のみ。2013年には輸出が2500万ドル、輸入が2億8500万ドルと大幅な入超となっており、主食であるコメの輸入額だけで総輸出額を超える状況である。

### 交通
コモロ最大の空港はモロニ北郊のハハヤにあるプリンス・サイード・イブラヒーム国際空港であり、他2島への国内便のほか、国際線も発着している。このほか、アンジュアン島北部のワニと、モヘリ島北岸のバンダル・エス・サラームに空港が存在する。
コモロは島嶼国家であるが、海運はそれほど発達していない。主要港はモロニとムツァムドゥである。以前は大型船の入港ができる港が存在しなかったが、1985年にムツァムドゥ港が深水港として整備されて大型船入港が可能となった。一方で首都港であるモロニ港は目立った改修が行われず、大型船の接岸は不可能である。この海運インフラの不足は、コモロの経済に大きな悪影響を及ぼしている。

## 国民

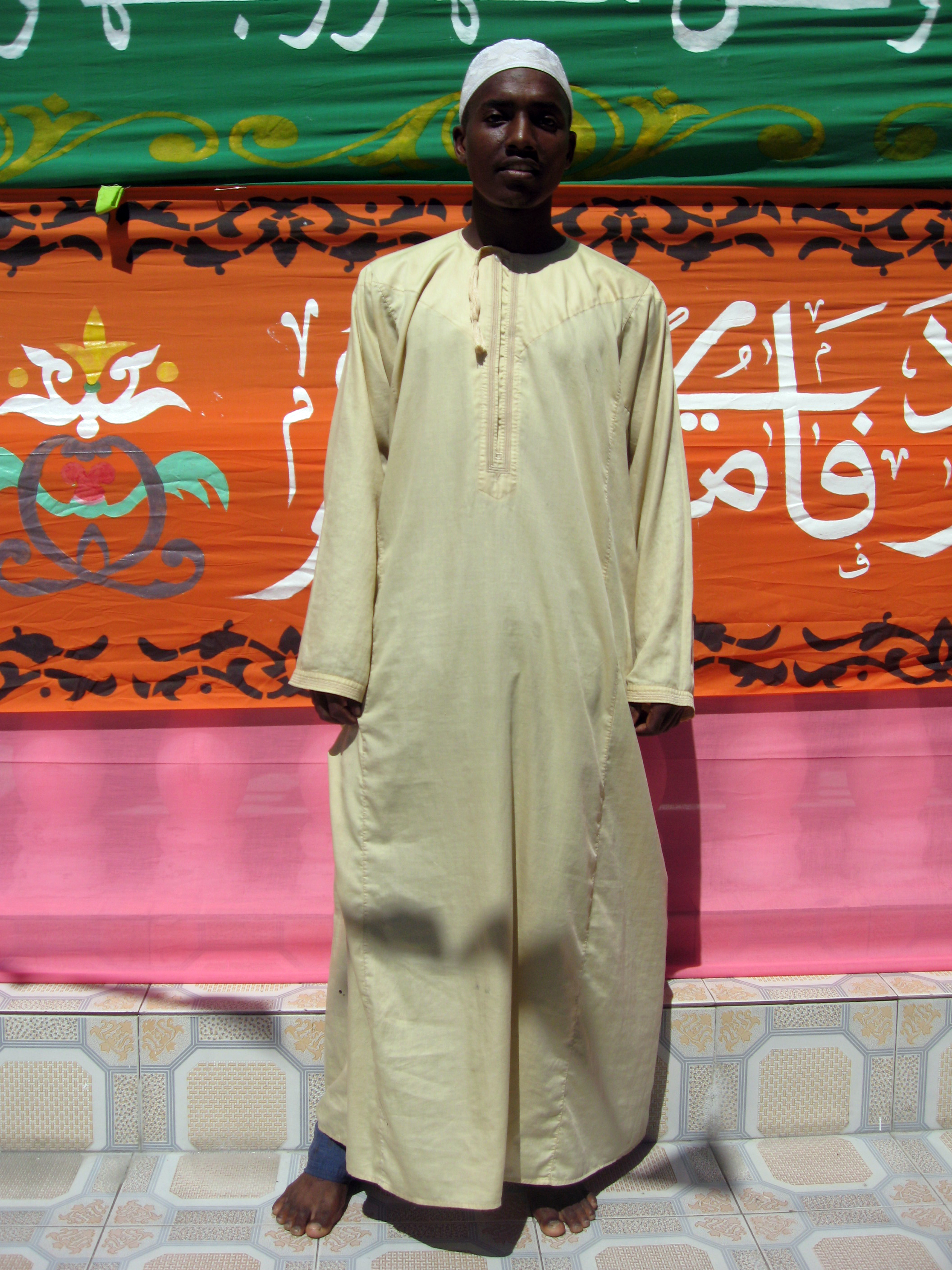
グランドコモロ島の男性

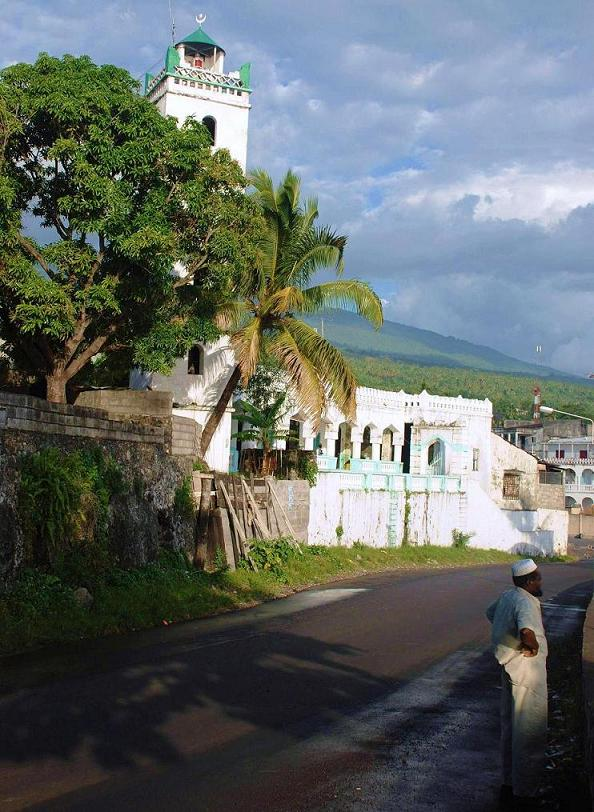
イスラム教のモスク

### 人口
コモロの人口は急速に増大し続けている。1866年にマヨットも含めた4島で6万5000人だった人口は、1958年には4島で19万2000人、1986年には3島で43万1000人、1994年には53万人、2015年には77万人に達した。人口密度はどの島も非常に高いが、開発の進んでいないモヘリ島がやや低く、アンジュアン島が最も高い。このため、アンジュアン島やグランドコモロ島からモヘリ島への人口移動が活発に起きている。
古くから人口過剰が指摘されており、悪化の一途をたどっているためコモロからは古来より多数の移民が国外へと流出している。植民地時代には近傍のマダガスカル北部への移民が最も多く、特にマジュンガ市などではかなりのコモロ人が居住していたが、1976年の暴動によりかなりの人々がコモロへと帰還せざるを得なくなった。しかし、その後もマダガスカルに居住するコモロ人は多く、さらにタンザニアやケニアなどの近隣諸国や、フランスには大きなコモロ人のコミュニティが存在する。独立後、コモロの政治・経済混乱によってこの動きはさらに加速した。この新移民の波が主に目指したのはフランス領にとどまったマヨット島であり、大量の移民流入を防ぐために1994年にフランス政府は両地域間の移動にビザ取得を義務づけたものの移民の波は続いており、不法移民船舶の難破で死者が相次いでいる。

### 民族
コモロには、おそらく最古の居住者であるマレー人およびバントゥー系のほか、アラブ人やシラジ人、マダガスカル人など多くの民族が来訪し、混血が進んでコモロ人という民族が生まれた。住民のルーツこそ多種多様であるものの、現代においてはコモロの住民は、コモロ人が97.1%（2000年）を占めており、ほぼ単一民族国家となっている。

### 言語
公用語はコモロ語、アラビア語、フランス語の3言語である。国民のほとんどが日常語として使用する言語はコモロ語であり、3島間の方言差はあるものの相互理解はなんとか可能である。コモロ語はスワヒリ語の近縁の言語であるがアラビア語からの借用要素がより強いものであり、またスワヒリ語との相互理解は不可能である。また、教育においては3言語とも教授言語ではあるが、主に用いられる言語はフランス語である。

### 宗教
住民の98.4%（2005年）はイスラム教を信仰しており、2009年の憲法改正により国教の地位を与えられた。スンナ派の住民が多数派だが、近年、イランのコモロへの経済進出によりシーア派のムスリムも増えている。また約2%と少数ながらキリスト教（主にカトリック）など非イスラム教徒も存在する。

### 教育
教育制度は小学校6年、中学校4年、高校3年であり、義務教育は小学校6年間のみである。大学は存在しない。識字率は77.8%（2015年）である。

## 文化

### スポーツ
コモロ国内ではサッカーが圧倒的に1番人気のスポーツとなっており、1979年にサッカーリーグのコモロ・プレミアリーグが創設された。コモロサッカー連盟によって構成されるサッカーコモロ代表は、これまでFIFAワールドカップには未出場である。しかしアフリカネイションズカップには、2021年大会で念願の初出場を果たしベスト16の成績を収めた。

### 祝祭日
| 日付   | 日本語表記 | 現地語表記             | 備考 |
| ------ | ---------- | ---------------------- | ---- |
| 7月6日 | 独立記念日 | Fête de l'Indépendance |      |